# Grace Dieu
Grace Dieu var den engelske kong Henrik 5.'s flagskib. Det blev søsat i 1418 og sejlede kun sin jomfrurejse, inden det blev lagt for anker i floden Hamble. Hun brændte i 1439 efter at være blevet ramt af et lyn.